# I-365 (tàu ngầm Nhật)
I-365 là một tàu ngầm vận tải thuộc lớp Type D1 được Hải quân Đế quốc Nhật Bản chế tạo vào giai đoạn cuối Chiến tranh Thế giới thứ hai. Nhập biên chế năm 1944, nó bị mất ngay trong chặng quay trở về sau chuyến vận tải đầu tiên, khi bị tàu ngầm Hoa Kỳ USS Scabbardfish đánh chìm về phía Đông đảo Honshū vào ngày 29 tháng 11, 1944.

## Thiết kế và chế tạo

### Thiết kế
Tàu ngầm Type D là một kiểu tàu ngầm vận tải, được thiết kế dựa trên chiếc U-155 Deutschland của Hải quân Đế quốc Đức trong Thế Chiến I. Chúng có trọng lượng choán nước 1.808 tấn (1.779 tấn Anh) khi nổi và 2.251 tấn (2.215 tấn Anh) khi lặn, lườn tàu có chiều dài 73,5 m (241 ft 2 in), mạn tàu rộng 8,9 m (29 ft 2 in) và mớn nước sâu 4,46 m (14 ft 8 in). Con tàu có thể lặn sâu đến 75 m (246 ft), và có khả năng vận chuyển 85 tấn hàng hóa cùng mang theo hai xuồng đổ bộ Daihatsu.
Tàu ngầm Type D1 được trang bị hai động cơ diesel Kampon Mk.23B Model 8 tổng công suất 1.850 mã lực phanh (1.380 kW), mỗi chiếc vận hành một trục chân vịt. Khi lặn, mỗi trục được vận hành bởi một động cơ điện công suất 600 mã lực (447 kW). Khi di chuyển trên mặt nước nó đạt tốc độ tối đa 13 hải lý trên giờ (24 km/h; 15 mph) và 6,5 hải lý trên giờ (12,0 km/h; 7,5 mph) khi lặn dưới nước, tầm xa hoạt động của Type D1 là 15.000 hải lý (28.000 km; 17.000 mi) ở tốc độ 10 hải lý trên giờ (19 km/h; 12 mph), và có thể lặn xa 120 nmi (220 km; 140 mi) ở tốc độ 3 hải lý trên giờ (5,6 km/h; 3,5 mph).
Type D1 nguyên bản không được trang bị các ống phóng ngư lôi. Vũ khí trên boong tàu bao gồm một khẩu hải pháo 14 cm (5,5 in), cùng một pháo phòng không 25 mm Type 96 nòng đôi.

### Chế tạo
I-365 được đặt lườn như là chiếc Tàu ngầm số 5465 tại tại Xưởng vũ khí Hải quân Yokosuka ớ Yokosuka vào ngày 15 tháng 5, 1943. Nó được đổi tên thành I-365 vào ngày 20 tháng 10, 1943 trước khi được hạ thủy vào ngày 17 tháng 12, 1943. Con tàu hoàn tất và nhập biên chế vào ngày 1 tháng 8, 1944, dưới quyền chỉ huy của Thiếu tá Hải quân Nakamura Motoo.

## Lịch sử hoạt động
Sau khi nhập biên chế, I-365 được phối thuộc cùng Quân khu Hải quân Yokosuka, và được điều về Hải đội Tàu ngầm 11 để chạy thử máy huấn luyện. Sau khi hoàn tất nó được điều sang Hải đội Tàu ngầm 7 từ ngày 30 tháng 9, 1944. 
I-365 khởi hành từ Yokosuka vào ngày 1 tháng 11 cho chuyến đi vận tải đầu tiên hướng sang căn cứ Truk, vận chuyển hàng hóa thư tín và thuốc men. Nó đi đến Truk vào ngày 15 tháng 11, chất dỡ hàng hóa, rồi đón lên tàu 31 hành khách và lên đường vào ngày hôm sau. Với tổng cộng 96 thành viên thủy thủ đoàn và hành khách trên tàu, chiếc tàu ngầm hướng đến chặng dừng tại quần đảo Bonin trong hành trình quay trở về Yokosuka. Nó gửi một báo cáo thường lệ vào ngày 25 tháng 11 lúc đang ở vị trí về phía Đông Bonin, nhưng sau đó hoàn toàn mất liên lạc với căn cứ.
Vào ngày 29 tháng 11, tàu ngầm Hoa Kỳ USS Scabbardfish qua kính tiềm vọng đã phát hiện I-365 đang di chuyển trên mặt nước trong Thái Bình Dương ở vị trí 75 nmi (139 km) về phía Đông Nam Yokosuka. Scabbardfish theo dõi I-365 trong hơn ba giờ, cho đến khi một máy bay tuần tra Nhật Bản xuất hiện buộc Scabbardfish phải lặn xuống né tránh, nhưng nó vẫn không mất dấu mục tiêu. Khi Scabbardfish trở lên mặt nước, nó cơ động đến vị trí tấn công, vượt qua và chặn đầu I-365 rồi phóng hai quả ngư lôi từ ống phóng phía đuôi để tấn công ở khoảng cách 1.625 yd (1.486 m). Một quả ngư lôi trúng đích lúc 09 giờ 40 phút đã kích nổ bên mạn phải I-365 tại ngăn ắc-quy phía trước, khiến chiếc tàu ngầm Nhật đắm chỉ trong vòng 30 giây tại tọa độ 34°44′B 141°01′Đ / 34,733°B 141,017°Đ. Scabbardfish trồi lên mặt nước và thấy mặt nước phủ đầy dầu, mảnh vỡ cùng năm người sống sót trên mặt biển. Bốn người đã từ chối được cứu vớt, còn người thứ năm khi bị bắt làm tù binh chiến tranh đã xác nhận chiếc tàu ngầm bị đánh chìm là I-365.
Đến ngày 10 tháng 12, 1944, Hải quân Nhật Bản công bố I-365 có thể đã bị mất tại khu vực quần đảo Bonin. Tên nó được cho rút khỏi đăng bạ hải quân vào ngày 10 tháng 3, 1945.